# دهستان تشولینگخار
دهستان تشولینگخار (به لاتین: Tsholingkhar Gewog) یک دهستان در کشور بوتان است که در ناحیهٔ تسیرنگ واقع شده‌است.